# Liste der Kulturdenkmäler in Oberbettingen
In der Liste der Kulturdenkmäler in Oberbettingen sind alle Kulturdenkmäler der rheinland-pfälzischen Ortsgemeinde Oberbettingen aufgeführt. Grundlage ist die Denkmalliste des Landes Rheinland-Pfalz (Stand: 17. Juli 2023).

## Einzeldenkmäler
| Bezeichnung                           | Lage                                                           | Baujahr                     | Beschreibung | Bild                                    |
| ------------------------------------- | -------------------------------------------------------------- | --------------------------- | --- | --------------------------------------- |
| Schulhaus                             | Marienstraße 6 Lage                                            | Anfang des 20. Jahrhunderts | ehemalige Schule; teilweise Fachwerk, teilweise verschiefert, Anfang des 20. Jahrhunderts; straßenseitig alte Stützmauer | Fotos hochladen                         |
| Katholische Filialkirche St. Nikolaus | Prümer Straße Lage                                             | 1827                        | Chor 1827, Saalbau 1841; Balkenkreuz, Rotsandstein, bezeichnet 1736; Grabkreuze, 18. Jahrhundert                         | weitere Bilder Fotos hochladen          |
| Hofanlage                             | Prümer Straße 52 Lage                                          | 1767                        | Streckhof, bezeichnet 1767 (?), im 19. Jahrhundert verlängert, Stall, Backhaus, Stallscheune                             | Fotos hochladen                         |
| Wegekreuz                             | südlich des Ortes; Flur Auf der Dornheck Lage                  | um 1900                     | Sandsteinsockel, gusseiserner Kruzifix, um 1900                                                                          | Fotos hochladen                         |
| Wegekreuz                             | südöstlich des Ortes am alten Weg nach Niederbettingen         | 1756                        | Schaftkreuz, Sandstein, bezeichnet 1756                                                                                  | Direkt Bild zu diesem Denkmal hochladen |
| Backeskreuz                           | südwestlich des Ortes am Waldrand; Distrikt Lühwald Lage       | 1672                        | barockes Schaftkreuz, Sandstein, bezeichnet 1672                                                                         | Fotos hochladen                         |
| Wegekreuz                             | westlich des Ortes auf der Höhe; Flur Auf dem Zimmersberg Lage | 1736                        | Schaftkreuz, bezeichnet 1736, neues Abschlusskreuz                                                                       | Fotos hochladen                         |